# La Dessalinienne
La Dessalinienne este imnul național al statului Haiti, adoptat ca atare în anul 1904.
Justin Lhérisson a scris cuvintele, iar Nicolas Geffrard a compus muzica. Imnul își trage numele de la Jean-Jacques Dessalines (1758-1806), primul împărat al Haiti și unul din „părinții” independenței țării.
Justin Lhérisson (1873-1907), avocat și jurnalist, a scris textul cu ocazia centenarului independenței haitiene, pe muzica  lui Nicolas Geffrard.
La Dessalinienne  i-a succedat, ca imn național, imnului Quand nos Aïeux brisèrent leurs entraves.

## Istorie
Jean-Jacques Dessalines, devenit conducătorul mișcării de eliberare, la 1 ianuarie 1804 a fost ales guvernator general pe viață al Haiti. În urma informației primite, că Napoleon Bonaparte, rivalul său, s-a încoronat împărat al francezilor (la 18 mai 1804), Jean-Jacques Dessalines nu a ezitat să se proclame și el împărat, pentru a nu rămâne mai prejos, la 8 octombrie 1804. Astfel, Dessalines a devenit fondator al primului imperiu haitian (1804 – 1806). Jean-Jacques Dessalines, pe când era împărat, a fost asasinat la 16 octombrie 1806.
Textul imnului este datorat lui Justin Lhérisson, iar melodia lui Nicolas Geffrard. Cu ocazia jubileului de 100 de ani de la fondarea statului, în 1904, La Dessalinienne a devenit imnul statului Haiti.

## Descriere
La Dessalinienne exprimă recunoștința cetățenilor actuali ai Haiti față de cei care au luptat pentru obținerea independenței și creării statului haitian, precum și hotărârea de a le fi demni urmași.

## Textul imnuluiLa Dessalinienne, înlimba franceză

### I
Pour le Pays, pour les Ancêtres 

Marchons unis, marchons unis 

Dans nos rangs point de traîtres 

Du sol soyons seuls maîtres 

Marchons unis, marchons unis 

Pour le Pays, pour les Ancêtres 

Marchons, marchons, marchons unis 

Pour le Pays, pour les Ancêtres

### II
Pour les Aïeux, pour la Patrie 

Béchons joyeux, béchons joyeux 

Quand le champ fructifie 

L'âme se fortifie 

Béchons joyeux, béchons joyeux
 
Pour les Aïeux, pour la Patrie 

Béchons, béchons, béchons joyeux 

Pour les Aïeux, pour la Patrie

### III
Pour le Pays et pour nos Pères
 
Formons des Fils, formons des Fils
 
Libres, forts et prospères 

Toujours nous serons frères 

Formons des Fils, formons des Fils
 
Pour le Pays et pour nos Pères 

Formons, formons, formons des Fils 

Pour le Pays et pour nos Pères

### IV
Pour les Aïeux, pour la Patrie 

O Dieu des Preux, O Dieu des Preux 

Sous ta garde infinie 

Prends nos droits, notre vie
 
O Dieu des Preux, O Dieu des Preux
 
Pour les Aïeux, pour la Patrie 

O Dieu, O Dieu, O Dieu des Preux 

Pour les Aïeux, pour la Patrie

### V
Pour le Drapeau, pour la Patrie 

Mourir est beau, mourir est beau 

Notre passé nous crie: 

Ayez l'âme aguerrie 

Mourir est beau, mourir est beau
 
Pour le Drapeau, pour la Patrie 

Mourir, mourir, mourir est beau 

Pour le Drapeau, pour la Patrie

## Textul imnuluiLa Dessalinienne, încreola haitiană

### I
Pou Ayiti peyi zansèt yo
Se pou n mache men nan lamen
Nan mitan n pa fet pou gen trèt
Nou fèt pou n sel met tèt nou
Annou mache men nan lamen
Pou Ayiti ka vin pi bèl
Annou, annou met tet ansanm
Pou Ayiti onon tout zanset yo.

### II
Pou Ayiti onon zanset yo
Se pou n sekle se pou n plante
Se nan tè tout fòs nou chita
Se li k ba nou manje
Ann bite tè ann voye wou
Ak kè kontan fòk tè a bay
Sekle wouze fanm kou gason
Pou n rive viv ak sèl fòs ponyèt nou.

### III
Pou Ayiti ak pou zansèt yo
Fò nou kapab vanyan gason
Moun pa fèt pou ret avek moun
Se sa k fè tout manman ak tout papa
Dwe pou voye timoun lekòl
Pou yo aprann pou yo konnen
Sa Tousen, Desalin, Kristòf, Petyon
Te fe pou wet Ayisyen anba bot blan.

### IV
Pou Ayiti onon zansèt yo
Ann leve tèt nou gad anlè
Pou tout moun mande Granmèt la
Pou l ba nou pwoteksyon
Pou move zanj pa detounen n
Pou n ka mache nan bon chimen
Pou libete ka libete
Fok lajistis blayi sou peyi a.

### V
Nou gen yon drapo tankou tout pep
Se pou n renmen l mouri pou li
Se pa kado blan te fe nou
Pou nou kenbe drapo nou wo
Se pou n travay met tet ansanm
Pou lot peyi ka respekte
Drapo sila a se nanm tout Ayisyen.

## Traducerea în limba română a textului francez al imnuluiLa Dessalinienne

### I
Pentru Țară, pentru Străbuni,
Pășim uniți, pășim uniți,
În rândurile noastre nu sunt trădători,
Ai solului singurii stăpâni să fim!
Pășim uniți, pășim uniți,
Pentru Țară, pentru Străbuni.
Pășim, pășim, pășim uniți,
Pentru Țară, pentru Strămoși.

### II
Pentru Străbuni, pentru Patrie
Lucrăm pământul voioși, lucrăm pământul voioși,
Când câmpul fructifică,
Sufletul se fortifică.
Lucrăm pământul voioși, lucrăm pământul voioși,
Când câmpul fructifică,
Sufletul se fortifică.
Pentru Străbuni, pentru Patrie,
Lucrăm pământul, lucrăm pământul, lucrăm pământul voioși,
Pentru Strămoși, pentru Patrie.

### III
Pentru Țară și pentru Tații noștri,
Formăm Fii, formăm Fii
Liberi, puternici, prosperi,
Mereu vom fi frați.
Formăm Fii, formăm Fii,
Pentru Țară și pentru Tații noștri,
Formăm, formăm, formăm Fii,
Pentru Țară și pentru Tații noștri.

### IV
Pentru Străbuni, pentru Patrie,
O Doamne al Vitejilor, o Doamne al Vitejilor!
Sub paza Ta nemărginită,
Ia drepturile noastre, viața noastră!
O Doamne al Vitejilor, o Doamne al Vitejilor!
Pentru Străbuni, pentru Patrie,
O Doamne, o Doamne, o Doamne al Vitejilor!
Pentru Străbuni, pentru Patrie.

### V
Pentru Drapel, pentru Patrie,
Să mori este frumos, să mori este frumos,
Trecutul nostru ne strigă,
Să aveți sufletul călit!
Să mori este frumos, să mori este frumos,
Pentru Drapel, pentru Patrie.
Să mori, să mori, să mori este frumos,
Pentru Drapel, pentru Patrie.